# Anti-Fascistische Aktie

Logo van de Anti-Fascistische Aktie (AFA). Een rode vlag staand voor het socialisme, een zwarte voor het anarchisme.

De Anti Fascistische Aktie (AFA) is binnen Nederland en Vlaanderen een antifascistisch netwerk dat zich als doel stelt te strijden tegen extreemrechtse ideologieën, met name het fascisme, en de uitwerkingen daarvan in de maatschappij.
De AFA werd in 1992 vanuit de kraakbeweging opgericht, volgens de AFA naar aanleiding van de groei die georganiseerd extreemrechts doormaakte. Sindsdien heeft AFA zich ten doel gesteld "racistische en fascistische partijen, groeperingen en tendensen te bestrijden en racistisch en verrechtsend overheidsbeleid aan de kaak te stellen". De AFA zegt te strijden tegen iedere vorm van onderdrukking op grond van her- en afkomst, sekse, geloofsovertuiging en seksuele geaardheid en te streven naar "een samenleving waarin gelijkwaardigheid en vrijheid centraal staan en sociaaleconomische verschillen worden geminimaliseerd".
De AFA gebruikt verschillende actiemiddelen tegen wat zij als extreemrechtse personen en organisaties beschouwt. Bij een aankondiging van een demonstratie van een extreemrechtse groep kondigt de AFA bijvoorbeeld een tegendemonstratie aan. De bedoeling is het voorkomen of verstoren van de manifestatie van politieke tegenstanders.
Daarnaast doet de AFA onderzoek, vaak samen met andere organisaties zoals Kafka en voorheen FOK. Hierbij wordt gedocumenteerd hoe actief extreemrechts is. Er wordt actief gezocht naar promotiemateriaal, zoals stickers en posters van rechtse organisaties om deze te verwijderen. Ook worden er informatieflyers en stickers van AFA zelf verspreid.
In verkiezingstijd geeft AFA voorlichting en verspreidt ze folders en kranten waarin tot waakzaamheid wordt opgeroepen.

## Organisatie
De AFA is eerder een netwerk en naam waaronder acties kunnen plaatsvinden dan een vaste organisatie. Ze heeft geen leden of bestuur maar wel een secretariaat en uitgangspunten. Het staat activisten dan ook vrij om onder AFA-vlag te demonstreren of acties te ondernemen. In diverse steden zijn lange tijd vaste groepen actief geweest: Amersfoort, Arnhem, Den Haag, Nijmegen en Utrecht, maar alleen die in Den Haag heeft anno 2013 nog een website. In Amsterdam bestaat er de autonome groep Autonome Antifa Amsterdam. Tevens is er sinds mei 2010 in Friesland een actieve groep onder de naam AFA Fryslân, die ageert tegen de PVV in Friesland en betrokken is bij het 'No border'-netwerk. De financiering van AFA Utrecht kwam anno 2019 ten dele uit Het Actiefonds.
De AFA gaf tussen 1993 en 2013 het blad Alert! uit. Verder was of is de AFA betrokken bij de blogs Laat ze niet lopen en Wilders sluit ook jou uit. Ook publiceerde de AFA het Lonsdale News voor jongeren die van Lonsdalekleding hielden. De krant gaf hun uitleg over extreemrechts en stak de lezers ook een hart onder de riem met de opmerking dat Lonsdale van oudsher juist beslist niet met extreemrechts verbonden was.
De AFA werkt nauw samen met het Vlaamse Anti-Fascistisch Front en met Blokwatch, dat van 2004 tot en met 2007 heeft bestaan.

## Historische oorsprong van de AFA

"Kom naar ons" Poster van de Antifaschistische Aktion (1932)

De voorloper van de in de jaren 90 heropgeleefde AFA ontstond in Duitsland begin jaren 30 van de 20e eeuw, ten tijde van de dreigende opkomst van het nationaalsocialisme, dat in de terminologie van de Derde Internationale werd betiteld als fascisme. Tot de originele Anti Fascistische Aktie werd op 26 mei 1932 opgeroepen in de partijkrant 'Die Rote Fahne' van de toenmalige Communistische Partij van Duitsland (KPD) onder Ernst Thälmann. Vervolgens werd op 10 juli 1932 het eenheidscongres gehouden in de Berliner Philharmonie. De paramilitaire organisatie van de KPD was de Roter Frontkämpferbund, die werd opgericht in 1929.
Doelstelling was het formeren van een breed actiefront onder de werkende klasse tegen het opkomend fascisme in Duitsland. Vaak ging men de bedrijven in om de arbeiders bewust te maken van het dreigende gevaar van het fascisme, niet alleen in Duitsland, maar in de hele wereld. Ook kwam het dikwijls tot gewelddadige confrontaties met fascisten waarbij communisten, linkse sociaaldemocraten en anarchisten zich gezamenlijk teweerstelden tegen SA-knokploegen. De samenwerking tussen revolutionair links en anarchisten werd ook in het logo van de AFA verbeeld, met het rode en zwarte banier. Het originele embleem echter voert de rode banier voor de zwarte.
Een groot verschil tussen de hedendaagse AFA in Nederland en die van de jaren 30 onder leiding van de KPD is de organisatie. AFA Nederland kent geen echte organisatiestructuur en dus ook geen bestuur. Dit in tegenstelling tot de AFA van de jaren 30, die een strakke organisatie had en een gedisciplineerd kader. Mede daardoor konden veel leden van de AFA onderduiken toen de KPD in 1933 door de regering van Hitler werd verboden en communisten en linkse sociaaldemocraten massaal werden opgepakt en gedeporteerd naar de eerste concentratiekampen. Ondanks zware verliezen konden communisten en linkse sociaaldemocraten die waren ondergedoken naar eigen zeggen het fundament leggen voor een deel van het linkse Duitse verzet tegen Hitler.
Nog een groot verschil tussen de originele Anti Fascistische Actie en de huidige in Nederland is dat deze geen breed actiefront is. Zij wordt voornamelijk beheerst door anarchisten. Vroeger maakten de linkse organisaties wel deel uit van de AFA, zoals in Duitsland nu nog het geval is. In Nederland echter maken bijvoorbeeld noch de AFVN/Bond van Antifascisten, noch de NCPN deel uit van de AFA. Wel zijn er bij de meeste grotere acties van de AFA ook communisten aanwezig. Tevens is de strategie van de AFA de laatste jaren gericht op verbreding. Hierdoor is de samenwerking met verschillende kleinere groepen communisten, anarchisten, socialisten en autonomen de laatste tijd verbeterd. Door deze ontwikkeling lijkt de AFA steeds meer op haar hedendaagse Duitse zusterorganisatie. Van samenwerking met linkse vakbonden is echter geen sprake.

## AFA en overheidsinstanties
Door bepaalde overheidsorganisaties, waaronder met name de Algemene Inlichtingen- en Veiligheidsdienst (AIVD), wordt de AFA omschreven als een netwerk van extreemlinkse groepen en personen. De AFA wordt gemonitord door de AIVD vanwege haar veronderstelde gewelddadige en antidemocratische ideeën en handelingen. De AIVD beschouwt de AFA in een rapport uit 2008 als een potentieel gevaar voor de democratische rechtsorde.
In een rapport van de Nationaal Coördinator Terrorismebestrijding en Veiligheid (NCTV) uit maart 2016 werd gesteld dat tegendemonstraties van AFA tegen Pegida met geweld gepaard kunnen gaan, maar dat er geen aanwijzingen zijn voor linksradicaal terrorisme.

### AIVD
In februari 2010 stuurde de Algemene Inlichtingen- en Veiligheidsdienst (AIVD) een brief naar alle Nederlandse burgemeesters met informatie over de werkwijze van AFA. Volgens de AIVD zoekt AFA juist de confrontatie met rechtse partijen en probeert ze dit soort bijeenkomsten te voorkomen door het lokale bestuur op "oneigenlijke wijze of onder valse voorwendselen" te benaderen. In de brief werd gesteld: "Wanneer AFA kennis heeft van een geplande demonstratie door rechts, worden gemeenten en bijvoorbeeld zaaleigenaren benaderd en gewaarschuwd voor materiële schade die het gevolg kan zijn van dergelijke demonstraties. Schade is in de regel echter juist het gevolg van AFA’s tegendemonstraties."
In een "Open brief aan de AIVD" d.d. 8 februari 2010 schreef de AFA  dat de bewuste brief niet alleen bol stond van de feitelijke onjuistheden omtrent de werkwijze van de AFA, maar ook "een regelrechte inbreuk op ons recht van vrije meningsuiting en vereniging" betekende. De open brief voerde verder aan dat de AFA zich ten doel stelt "op geweldloze (doch weerbare) wijze, racistische en fascistische organisaties en ideeën zo veel als mogelijk te bestrijden".
Volgens de AIVD spelen antifascistische organisaties als de AFA en Kafka een rol bij het overdrijven van het gevaar van extreemrechts. "Ze ontlenen hun bestaansrecht aan de dreiging die hiervan uitgaat en cultiveren het beeld dat deze groot is en groeit", zo stelt de AIVD in een rapport over extreemrechts uit 2010. Volgens de AIVD gebruiken antifascisten juist geweld bij legale betogingen van extreemrechts. Ook bij hun strijd om extreemrechts uit het publieke domein te weren gebruiken AFA en Kafka ondemocratische middelen, stelt de inlichtingendienst.
Een infiltrant van de AIVD, Paul Kraaijer, zegt bijna 25 jaar in de harde kern van extreemlinks te hebben meegekeken. De infiltrant stelt zich in bijna een kwart eeuw te hebben opgewerkt tot "tweede man" van AFA. De AIVD-infiltrant heeft tevens een AFA-afdeling opgezet, die gediend zou hebben als dekmantel voor infiltratieoperaties. Volgens een verklaring van de AFA is het echter onmogelijk dat de infiltrant zich in een kwart eeuw heeft opgewerkt tot "tweede man", omdat AFA nog geen 20 jaar bestond toen de infiltrant met dit verhaal naar buiten kwam en omdat de AFA geen hiërarchische structuur zou hebben. Volgens AFA kan deze infiltrant dus nooit 'tweede man' zijn geweest. Daarnaast stelden ze dat de afdeling van de AIVD-infiltrant (AFA-Zwolle) slechts kortstondig bestond. Kraaijer stelde dat zijn infiltratie begon in Nijmegen in de jaren '80.
Volgens de AIVD wordt de term extreemrechts door AFA zeer ruim genomen. Door de AIVD wordt de AFA gekwalificeerd als extreemlinks en gewelddadig.